# Kapgier
De kapgier (Necrosyrtes monachus) is een gier van de Oude Wereld uit de familie van de havikachtigen (Accipitridae) en het monotypische geslacht Necrosyrtes. De vogel werd in 1823 door de Nederlandse dierkundige Coenraad Jacob Temminck geldig beschreven. Het is een nog veel voorkomende, maar in snel tempo achteruitgaande roofvogelsoort van Afrika ten zuiden van de Sahara.

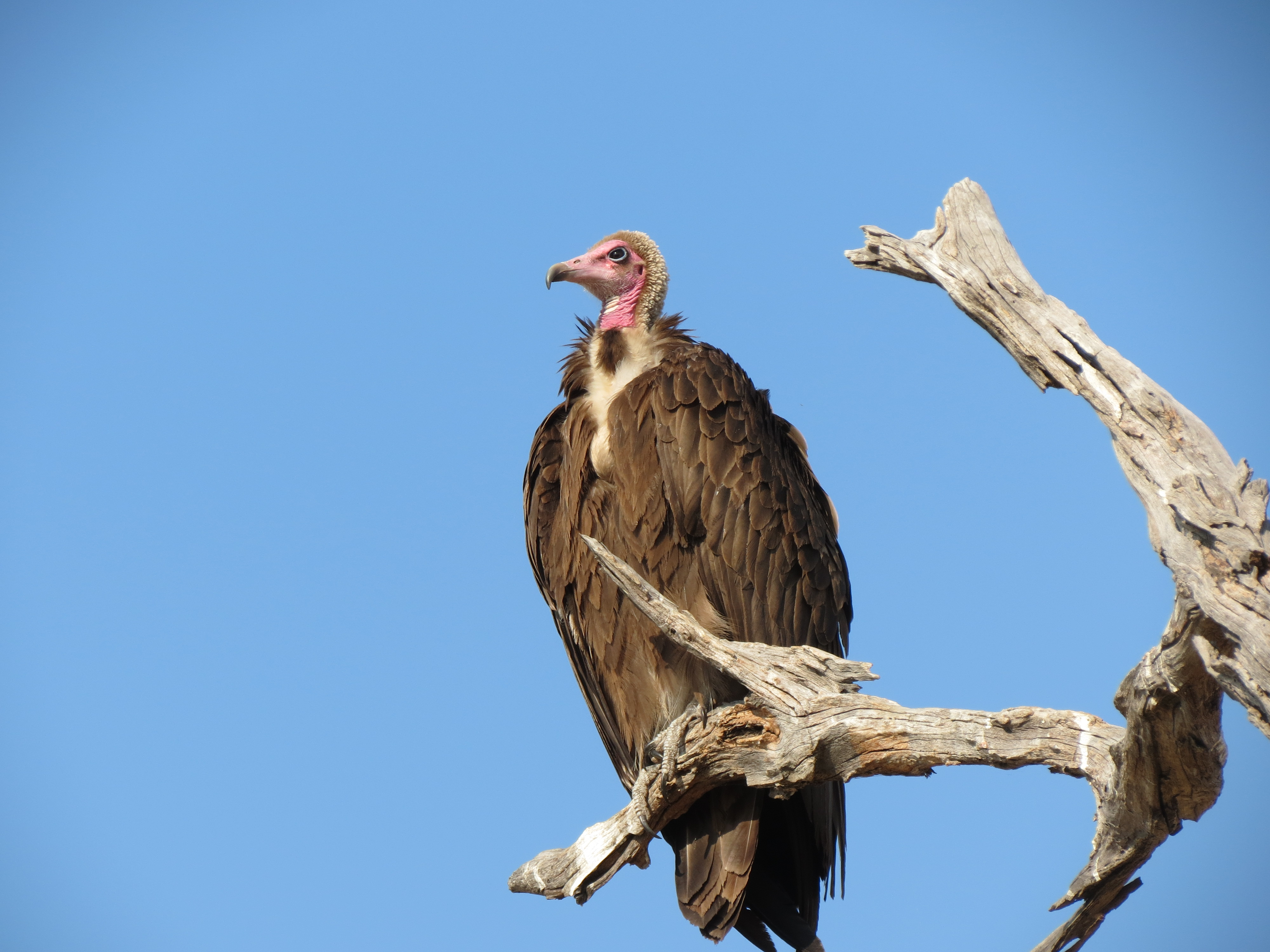
Kapgier

## Kenmerken
De kapgier is een betrekkelijk kleine soort gier. Hij is 67 tot 70 cm lang en heeft een spanwijdte 170 tot 182 cm en een lichaamsgewicht van 1,53 tot 2,6 kg. De vogel is overwegend donkerbruin en heeft het typische vliegbeeld van een gier met brede gevingerde vleugels en een korte staart. Kenmerkend is de roze naakte huid rond het oog en bij de snavel en een grijze kruin (kap).

## Verspreiding en leefgebied
De kapgier komt voor van Senegal en zuidelijk Mauritanië via Niger en Tsjaad tot Soedan en Ethiopië. Verder in het westen van Somalië tot aan het noorden van Namibië, Botswana, Zimbabwe, het zuiden van Mozambique en het noordoosten van Zuid-Afrika. De kapgier leeft in savannegebieden en verkeert meestal in groepen. Deze gier is niet schuw en wordt vaak waargenomen in de buurt van menselijke bewoning. Het is een typische aaseter en afvalopruimer.

## Status
De kapgier neemt in een groot aantal gebieden binnen zijn verspreidingsgebied in hoog temp af als gevolg van jacht, vervolging en vergiftiging, maar ook door verlies aan leefgebied. Om deze redenen staat de kapgier sinds 2015 als ernstig bedreigd (kritiek) op de Rode Lijst van de IUCN. Vóór 2011 stond de vogel nog als least concern (niet bedreigd) op de Rode Lijst. De grootte van de populatie werd in 2011 geschat op 197.000 individuen.